# Micropteropus pusillus
Micropteropus pusillus är en däggdjursart som först beskrevs av Peters 1867.  Micropteropus pusillus ingår i släktet Micropteropus och familjen flyghundar. IUCN kategoriserar arten globalt som livskraftig. Inga underarter finns listade. Artepitet pusillus i det vetenskapliga namnet är latin för mycket liten.

## Utseende
Arten når en kroppslängd (huvud och bål) av 67 till 85 mm och en vikt av 20 till 35 g. De flesta exemplar saknar svans men ibland är svansen upp till 4 mm lång. Underarmarnas längd är 46,5 till 56 mm, öronens längd 13,5 till 18,7 mm och bakfötternas längd 13 till 15 mm. På ovansidan förekommer mjuk och tjock päls som har en brun till rödbrun färg. Hos vissa populationer är honor ljusare. Även undersidan ser ljusare ut på grund av att den har kortare päls och strupen är ofta naken. Framför och bakom öronen finns små gulvita tofsar. Den del av flygmembranen som ligger mellan bakbenen är delvis täckt av päls. Hannar har hudflikar på axlarna som liknar en påse och där växer större ljusa tofsar. Hela konstruktionen påminner om epåletter. Även honor har små påsar men inga tofsar. Angående storleken finns inga större skillnader mellan båda kön.

## Utbredning och habitat
Denna flyghund förekommer i Afrika söder om Sahelzonen och söderut till Angola. Den saknas i regnskogarna vid Kongoflodens slättland. Habitatet utgörs av öppna skogar och ansamlingar av träd eller buskar i öppna landskap.

## Ekologi
Micropteropus pusillus äter frukter och slickar trädens vätskor. Ungar föds oftast vid början av regntiden. Dräktigheten varar cirka 5 till 6 månader. Sju till tretton veckor efter födelsen slutar honan med digivning. Könsmognaden infaller efter 6 månader för honor och efter cirka 11 månader för hanar.
Arten är aktiv på kvällen och fram till midnatt. Individerna vilar ensam, i par eller i mindre flockar som kan ha 10 medlemmar. Micropteropus pusillus hänger på en gren som kan ligga i solljuset eller mera gömd i växtligheten. När den äter blommor eller pollen hjälper den vid växternas pollinering. Arten äter bara mjuka delar från frukter och resten kastas till marken.
Vanligen förekommer två parningstider, en mellan mars och maj och den andra mellan september och november. Hannar har läten som påminner om grodornas ljud. De visar dessutom sina epåletter för att imponera.